# 방인혁
방인혁(龐寅赫, 1878년 음력 6월 10일 ~ 1935년 양력 9월 23일)은 대한제국의 관료이자 충청북도의 유지이며, 일제강점기 조선총독부 중추원 참의를 지냈다. 본관은 개성이며, 충청북도 보은군 출신이다.

## 생애
1905년 평안북도 관찰부 주사를 지내기도 했으나 청주를 중심으로 한 지역 유지로서의 경력이 더 두드러진다. 나중에는 청주뿐 아니라 충북 지역 전체의 유력자로 영향력을 확대했다.
1911년 일본 시찰을 다녀온 후 청주군 군참사와 축산조합장 등을 지내며 청주 지역에서 활동했다. 3·1 운동 이전인 1917년 헌병대와 협조하여 자위단을 조직해 관내를 순찰하는 등 일찍부터 일제와 가까이 지냈고, 1920년 도평의회 제도가 신설되었을 때 관선 충북 도평의회원으로 임명되었다. 이 무렵 물류업자로서 조선운수창고, 충청흥업 등의 기업을 운영하기도 했다.
1920년대 들어 더욱 활동이 두드러진다. 1921년 중추원 참의에 발탁되어 3년간 재직하였다. 중추원 참의 재임 중 총독부 기관지 《조선》에 "조선의 제도는 병합 이전은 논할 가치가 없다"면서 병합 이후 총독부의 정치를 찬양하는 글을 게재한 바 있다.
이후로도 충북농회 부회장, 상당금융조합 조합장, 명암제 수리조합 조합장, 조선박람회 평의원, 충북도회 관선의원(1933년 ~ 1935년), 충북 국방의회연합회 고문, 청주세무서 소득조사위원 등을 역임하며 충북 지역을 무대로 하여 활동했다. 1933년에는 김명준이 '신일본주의'라는 명분 아래 주도한 참정권 청원 운동에 가세해 청원서에 충북대표로 서명한 기록이 있다.
1924년 청주군 지방공로자 표창을 받은 것을 비롯해 1928년 쇼와대례기념장을 받았고, 《광영록》에도 이름이 올라 있을 만큼 공을 인정 받았다. 조선총독부는 1935년 한일 병합 조약 체결 25년을 기념해 방인혁을 민간인 공로자로 선정해 시정25주년 은배 1조를 내리기도 했다.

## 평가
2002년 발표된 친일파 708인 명단과 2008년 공개된 민족문제연구소의 친일인명사전 수록예정자 명단에 모두 들어 있고, 2007년 대한민국 친일반민족행위진상규명위원회가 발표한 친일반민족행위 195인 명단에도 포함되었다.